# Maquon
Maquon és una població dels Estats Units a l'estat d'Illinois. Segons el cens del 2000 tenia 318 habitants.

## Demografia
Segons el cens del 2000, Maquon tenia 318 habitants, 139 habitatges, i 82 famílies. La densitat de població era de 767,4 habitants/km².
Dels 139 habitatges en un 33,1% hi vivien nens de menys de 18 anys, en un 42,4% hi vivien parelles casades, en un 9,4% dones solteres, i en un 40,3% no eren unitats familiars. En el 38,1% dels habitatges hi vivien persones soles el 19,4% de les quals corresponia a persones de 65 anys o més que vivien soles. El nombre mitjà de persones vivint en cada habitatge era de 2,29 i el nombre mitjà de persones que vivien en cada família era de 2,93.
Per edats la població es repartia de la següent manera: un 26,4% tenia menys de 18 anys, un 6% entre 18 i 24, un 27,4% entre 25 i 44, un 23,3% de 45 a 60 i un 17% 65 anys o més.
L'edat mediana era de 37 anys. Per cada 100 dones de 18 o més anys hi havia 80 homes.
La renda mediana per habitatge era de 32.917 $ i la renda mediana per família de 36.563 $. Els homes tenien una renda mediana de 29.375 $ mentre que les dones 22.000 $. La renda per capita de la població era de 15.199 $. Aproximadament el 5,1% de les famílies i el 10,3% de la població estaven per davall del llindar de pobresa.

## Poblacions més properes
El següent diagrama mostra les poblacions més properes.